# Emanuel de Ventimiglia

Escudo de armas de la casa de Ventimiglia.

Emanuel de Ventimiglia (m. 1365) fue hijo de Francesco I de Ventimiglia y de Margherita Consolo.

## Títulos
- XII conde de Geraci (IV de la Casa Ventimiglia) el 18 de junio de 1354.[2]
- Señor de Gangi, Regiovanni y del castillo de Sperlinga.[3]
- Señor de Tusa, Caronia y de Castelbuono.
- Gran almirante del reino de Sicilia.[4]
- Uso del lema Por la Gracia de Dios.[5]

## Biografía
Emanuel de Ventimiglia, conde de Geraci, no tuvo mayor trascendencia para la posteridad, ya que le tocó vivir una época particularmente extraña. Tras la cruel muerte de su padre y posterior expropiación de todo su patrimonio, se exilió en Aragón, participando en 1344 con el ejército de Pedro IV de Aragón el ceremonioso en la conquista del Rosellón y contra el rey Jaime de Mallorca. Más tarde, cuando pudo regresar a Sicilia, fue para vivir una época de profundos desencuentros cuando no manifiestas enemistades con sus propios hermanos, en unos casos por discrepancias políticas y en otros, directamente por disconformidad en el reparto del patrimonio paterno, una vez que éste fue recuperado.
Por privilegio Real del 15 de junio de 1350, tanto él como su hermano Francesco quedaron exonerados de toda culpa por los cargos de traición de con los que fue injustamente acusado su padre, siendo restituido tanto su honor como su patrimonio.
El 15 de junio de 1354 el rey Luis de Aragón, con el consentimiento de Constanza de Aragón y Navarra, vicaria general del reino, restitutuye a los hermanos Emanuele y Francesco Ventimiglia, a Francesco hijo de Emanuele, y al resto de hijos, ya fuesen legítimos o naturales del difunto Francesco, los bienes que le fueron requisados, con la exclusión del castillo de Caronia. El 18 de junio de 1354 el mismo rey Luis I de Sicilia concedió a Emanuele de Ventimiglia los condados de Geraci e Ischia, que comprenden las tierras y el castillo de Geraci, el caserío de Fisauli, tierras y castillo de Petralia Soprana y Petralia Sottana, feudo de Bilici, tierras y castillo de Gangi, tierras y castillo de San Mauro, tierras y castillo de Castelbuono, castillo de San Giorgio (a las puertas de Tusa), y las tierras y el castillo de Castelluzzo.
El contraste entre las dos principales ramas de la familia, la encabezada por él y la de su hermano Francesco, fue una constante a lo largo de su vida, sobre todo cuando se produce un acercamiento entre Francesco y la familia Chiaromonte, sus eternos rivales y causantes directos de la muerte de su padre y su propio exilio. Este permanente desencuentro entre los dos hermanos llegó a su punto máximo cuando, tras la rebelión de Francesco contra el rey Federico III de Sicilia, Emanuele permanece fiel a su soberano. Por otra parte y ya desde el momento de la herencia, Francesco y el resto de hermanos estaban disconformes con el reparto. Sumados la disconformidad por la herencia a la negativa a apoyar la rebelión, Francesco creyó llegado el momento de actuar y secuestró a su hermano Emanuele: envió a su hermano Filippo a tomar Castellucio y a otro hermano, Riccardo, al mismo condado de Geraci.
Emanuele quedó apartado del gobierno efectivo de sus feudos, gobierno que jamás volvería a recobrar. Murió antes de mayo de 1365, sin descendencia, ya que su único hijo y heredero Francesco murió antes que él. Poco antes de su muerte, había cedido finalmente todas sus propiedades y derechos a su hermano menor y sucesor Francesco II de Ventimiglia, a cambio de una renta vitalicia de 111 onzas anuales.

## Matrimonio y descendencia
Murió antes de mayo de 1365, sin descendencia, ya que su único hijo y heredero, Francesco de Ventimiglia, murió antes que él, poco después de junio de 1354. Le heredó su hermano, Francesco II de Ventimiglia, que sigue.

## Cambios territoriales en el feudo
- Vendió por 1500 onzas a su hermano Federico el feudo Charbino, con fecha 15 de febrero de 1361, transacción que fue confirmada por el rey Federico III de Sicilia 7 días más tarde, el 22 de febrero de 1361.[2]
- Vendió por 1500 onzas el castillo y las tierras de Sperlinga a su hermano Federico el 15 de febrero de 1360, ante el notario Natale Lanza de Messina, venta que más tarde (20 de febrero de 1361) fue autorizada por el rey Federico III de Sicilia.[12]

## Línea de sucesión en el condado de Geraci
| Predecesor: Francesco I de Ventimiglia | XII Conde de Geraci ? - 1362 | Sucesor: Francesco II de Ventimiglia |